# Calyptogena valdiviae
Calyptogena valdiviae is een tweekleppigensoort uit de familie van de Vesicomyidae. De wetenschappelijke naam van de soort is voor het eerst geldig gepubliceerd in 1931 door Thiele & Jaeckel.